# L'Espionne (film, 1923)
Pour les articles homonymes, voir L'Espionne.
Pour plus de détails, voir Fiche technique et Distribution.
L'Espionne est un film d'espionnage français muet réalisé par Henri Desfontaines, sorti en 1923. 

## Fiche technique
- Titre original : L'Espionne
- Réalisation : Henri Desfontaines
- Scénario : Henri Desfontaines, d'après la pièce du même titre de Victorien Sardou
- Photographie : Georges Lucas
- Société de production : Gaumont
- Société de distribution : Comptoir Ciné-Location Gaumont
- Pays de production : France
- Format : Noir et blanc - Muet
- Genre : espionnage
- Durée : 114 minutes[1]
- Date de sortie : 
  - France : 11 septembre 1923

## Distribution
- Adolphe Candé : le baron van der Kraft
- Berthe Jalabert : la marquise de Rio Zarès
- Marguerite Madys : Dora de Maurillac
- Paul Amiot : Tekli
- Camille Bert : Faverolles
- Daniel Mendaille : André de Maurillac
- Claude Mérelle : la comtesse Zicka
- Jules de Spoly

## Autour du film
« L'Espionne participe […] totalement du mélodrame larmoyant, avec chantage psychologique dans le milieu cosmopolite frelaté de la Riviera et manipulation machiavélique de pauvres âmes égarées par les malheurs de la pauvreté. »
— La Bibliothèque du Film (BiFi), à l'occasion d'une rétrospective sur le cinéma d'espionnage à la Cinémathèque française